# Драгутин Горјановић-Крамбергер
 Драгутин Горјановић-Крамбергер (Загреб, 25. октобар 1856 — Загреб, 22. децембар 1936) је био хрватски геолог, палеонтолог и археолог, који је 1899. године на локалитету Хушњаково поред Крапине у Хрватској открио фосилне остатке неандерталца. Укупно је пронађено 884 кости (око 75 различитих индивидуа, старости од 16 до 24 године), по чему се овај локалитет сматра »најспектакуларнијим неандерталским налазиштем« .

## Крапински човек
Током ископавања која су трајала од 1899. до 1905. године, у културном слоју дебљине 8 метара ископано је више од 5.000 предмета. Окривене су четири зоне и подељене према налазима:
- (европски дабар)
- (човек)
- (носорог)
- (пећински медвед).

Осим ових, откривени су и остаци других плеистоценских животиња.
Од 876 налаза људских костију, 196 су зуби, а није пронађен ни један потпуно очуван скелет. Откривено је камено оруђе и оружје које припада мустеријанској култури, као и остаци огњишта, по чему се закључује да је крапински прачовек познавао ватру.